# أحمد العلوي
أحمد العلوي (مواليد 1949) هو لاعب كرة قدم. يلعب مع منتخب المغرب لكرة القدم. سبق له أن لعب في كأس العالم لكرة القدم مع منتخب بلاده.

## الروابط الخارجية
- أحمد العاوي على موقع الاتحاد الدولي (مؤرشف)  (الإنجليزية)
- أحمد العاوي على موقع قاعدة بيانات كرة القدم.إي يو (الإنجليزية)
- أحمد العاوي على موقع Soccerway.com (الإنجليزية)